# Мур, Шемар
Ше́мар Фра́нклин Мур (англ. Shemar Franklin Moore, род. 20 апреля 1970, Окленд, Калифорния, США) — американский актёр. Работал в модельном агентстве Irene Marie Models и наиболее известен по роли Малькольма Уинтерса в мыльной опере «Молодые и дерзкие» в период с 1994 по 2002 год. Также Мур был ведущим музыкальной телепрограммы Soul Train с 1999 по 2003 год. С 2005 по 2016 год он играл роль специального агента ФБР Дерека Моргана в сериале CBS «Мыслить как преступник».

## Биография
Шемар Мур родился 20 апреля 1970 года в Окленде, Калифорния. Его отец Шеррод Мур — афроамериканец, а в роду матери, Мэрилин Уилсон, бизнес-консультанта, были ирландцы, французы и канадцы. Имя Шемар (Shemar) — комбинация первых трех букв из имён его родителей. Когда Мур был ребёнком, он жил вместе с матерью в Нидерландах, пока ему не исполнилось десять лет. У Шемара есть три брата — Кошено, Шебурра и Шенон Мур.
Его мать, получившая учёную степень по математике, работала учителем в Бахрейне и Дании на протяжении нескольких лет. Какое-то время Мур жил в её родном городе Бостоне, и, когда они вернулись в Калифорнию в конце 70-х, мать и сын обосновались в городе Чико. После переезда в Пало-Альто, где Шемар окончил школу Gunn High School, он поступил в Университет Santa Clara.
Свою роль Малкольма Уинтерса из мыльной оперы «Молодые и дерзкие» актёр играл целых восемь лет. В ноябре 2004 года он вновь вернулся в телесериал, изначально планируя завязать со столь продолжительным участием в непрекращающемся мультисерийном проекте, но затем через несколько месяцев по сценарию ему пришлось периодически возвращаться к съёмкам, пока в сентябре 2005 года Мур окончательно не оставил «Молодых и дерзких».
Он превратился в ведущего музыкальной телепрограммы Soul Train с 35-летней историей, на которой выступали ритм-энд-блюзовые, соул, хип-хоп и джазовые исполнители и музыканты. В этом статусе актёр продержался с 1999 по 2003 год. В 2001 году принял участие в съёмках драмедии Гари Хардвика «Братья». Также он исполнял роль детектива Джесси Риза с 2002 по 2003 год в телесериале «Хищные пташки».
В триллере Крэйга Росса мл. «Мотивы» 2004 года Шемар работал с такими актёрами, как Вивика Фокс и Голден Брукс, а в комедии Даррена Гранта «Дневник сумасшедшей чёрной женщины» он сыграл роль Орландо. В романтической комедии Ника Касла «Seat Filler» актёр представлен в образе бойфренда персонажа актрисы Келли Роуленд.
В августе 2009 года Шемар сломал ногу, после того как его сбила машина, когда он ехал на велосипеде. Из-за травмы он пропустил участие в нескольких эпизодах сериала «Мыслить как преступник».
Мур заключил выгодный контракт с нью-йоркским агентством 'DNA Model Management'. Благодаря своим внешним данным, в 1994 году Мур снялся в видеоклипе Тони Брэкстон на песню 'How Many Ways'. Также его фото можно увидеть в мартовском выпуске журнала Men’s Fitness за 2009 год.
Мать Шемара страдает от рассеянного склероза. Он и его коллеги-актёры по сериалу «Мыслить как преступник» ежегодно участвуют в велосипедных гонках MS Bike Tour, помогая тем самым собирать деньги на проведения исследований в проблеме лечения рассеянного склероза.
У Шемара Мура был роман с певицей Тони Брэкстон и непродолжительные отношения с актрисой Хэлли Берри. В июне 2007 года он был арестован за вождение автомобиля в состоянии алкогольного опьянения. В том же году его сфотографировали обнажённым на гей-пляже на Гавайях и начали появляться слухи, что Шемар, возможно, гомосексуал, на это он ответил: «Я скажу это прямо сейчас: я не гей, и я люблю женщин. Женщины это величайшее творение Бога. Но у меня нет проблем с людьми, которые являются геями…»

## Фильмография
| Год       |    | Русское название                        | Оригинальное название                        | Роль                              |
| --------- | -- | --------------------------------------- | -------------------------------------------- | --------------------------------- |
| 1994—20   | с  | Молодые и дерзкие                       | Young and the Restless                       | Малькольм Уинтерс                 |
| 1995      | с  | Холостые мужчины и незамужние женщины   | Living Single                                | Джон Марк                         |
| 1996      | с  | Шоу Джейми Фокса                        | The Jamie Foxx Show                          | Элистер                           |
| 1997      | с  | Няня                                    | The Nanny                                    | в роли самого себя                |
| 1997      | с  | Арлисс                                  | Arli$$                                       | Сэмми Стилтон                     |
| 1997      | ф  | Невезучий                               | Hav Plenty                                   | Крис                              |
| 1998      | с  | Надежда Чикаго                          | Chicago Hope                                 | Бобби Барретт                     |
| 1998      | ф  | Братки                                  | Butter                                       | Фредди Роланд                     |
| 1998      | с  | Семья мамы Флоры                        | Mama Flora’s Family                          | Линкольн Флеминг                  |
| 1999      | с  | Мойша                                   | Moesha                                       | Эрл Томас                         |
| 1999      | с  | —                                       | For Your Love                                | Дакота Коллинз                    |
| 1999      | с  | Малькольм и Эдди                        | Malcolm & Eddie                              | Тай                               |
| 2000      | тф | Как жениться на миллиардерше            | How to Marry a Billionaire: A Christmas Tale | Джейсон Хант                      |
| 2000      | тф | —                                       | Celebrity                                    | Зик                               |
| 2000      | ф  | —                                       | Box Marley                                   | н/д                               |
| 2001      | ф  | Братья                                  | The Brothers                                 | Терри Уайт                        |
| 2002—2003 | с  | Хищные птицы                            | Birds of Prey                                | Джесси Риз                        |
| 2003      | тф | Погоня за Элис                          | Chasing Alice                                | н/д                               |
| 2004      | в  | Мотивы                                  | Motives                                      | Эмери Симмс                       |
| 2004      | с  | Половинка и половинка                   | Half & Half                                  | Амани Лав                         |
| 2004      | тф | Обратимые ошибки                        | Reversible Errors                            | Колинз Фаруэлл                    |
| 2004      | ф  | Массовка                                | Seat Filler                                  | Трент                             |
| 2004      | ф  | —                                       | Greener                                      | Рики Джонсон                      |
| 2004      | тф | —                                       | Nikki and Nora                               | Дэн                               |
| 2005      | ф  | Дневник безумной чёрной женщины         | Diary of a Mad Black Woman                   | Орландо                           |
| 2005—2017 | с  | Мыслить как преступник                  | Criminal Minds                               | Дерек Морган                      |
| 2007      | в  | Мотивы: Возмездие                       | Motives 2                                    | Эмери Симмс                       |
| 2014      | мф | Лига Справедливости: Война              | Justice League: War                          | Киборг / Виктор Стоун             |
| 2015      | мф | Лига Справедливости: Трон Атлантиды     | Justice League: Throne of Atlantis           | Киборг / Виктор Стоун             |
| 2015      | ф  | Убей меня беспощадно                    | Kill Me, Deadly                              | пианист Билл                      |
| 2016      | мф | Лига Справедливости против Юных Титанов | Justice League vs. Teen Titans               | Киборг / Виктор Стоун             |
| 2016      | ф  | Возврат к жизни                         | The Bounce Back                              | Мэттью Тейлор                     |
| 2017—2025 | с  | Спецназ города ангелов                  | S.W.A.T.                                     | сержант Дэниел «Хондо» Харрельсон |
| 2018      | мф | Смерть Супермена                        | The Death of Superman                        | Киборг / Виктор Стоун             |
| 2019      | мф | Господство Суперменов                   | Reign of the Supermen                        | Киборг / Виктор Стоун             |
| 2019      | мф | —                                       | The Death and Return of Superman             | Киборг / Виктор Стоун             |
| 2022      | ф  | Соник 2                                 | Sonic 2                                      | Рэндалл                           |